# Guillermo Iriarte
Guillermo Antonio Iriarte González (Puebla, Puebla, México, 12 de noviembre de 1982) es un futbolista mexicano. Actualmente juega en el FC Juárez del Ascenso MX.

## Clubes
| Club                                           | País    | Año             |
| ---------------------------------------------- | ------- | --------------- |
| Lobos BUAP                                     | México  | 2004 - 2011     |
| Club Atlético Progreso                         | Uruguay | 2012 - 2013     |
| Club Puebla                                    | México  | 2013-2014       |
| San Gwann FC                                   | Malta   | 2014-2015       |
| Atlético San Luis                              | México  | 2015 - 2016     |
| Leones Negros de la Universidad de Guadalajara | México  | 2016-2017       |
| Lobos BUAP                                     | México  | 2017-2018       |
| FC Juárez                                      | México  | 2018 - Presente |

## Participaciones en Copas del Mundo de Playa
| Mundial                                | Sede    | Resultado    | Partidos | Goles |
| -------------------------------------- | ------- | ------------ | -------- | ----- |
| Copa Mundial de Fútbol Playa FIFA 2008 | Francia | Primera fase | 3        | 0     |

## Palmarés

### Títulos nacionales
| Título             | Club       | País   | Año       |
| ------------------ | ---------- | ------ | --------- |
| Segunda División   | Lobos BUAP | México | 2003-2004 |
| Ascenso MX         | Lobos BUAP | México | 2017-2018 |
| Campeón de Ascenso | Lobos BUAP | México | 2017-2018 |